# Línea 33 (Avanza Zaragoza)
La línea 33 es una línea regular diurna de Avanza Zaragoza. Realiza el recorrido comprendido entre el barrio de Venecia del distrito de Torrero y el distrito de Delicias en la ciudad de Zaragoza (España).
Tiene una frecuencia media de 5 minutos. Es una de las más usadas, con 6.925.282 usuarios en 2019 
Se inauguró en el año 1975 con el recorrido 33 (Venecia - Delicias)

## Recorrido

### Sentido Delicias
Villa de Ansó, Avenida América, Paseo Cuéllar, Paseo Sagasta, Glorieta Sasera, Paseo Pamplona, Avenida César Augusto, Conde Aranda, Avenida Madrid, Galán Bergua, Sigüés, Madre Teresa de Calcuta

### Sentido Venecia
Madre Teresa de Calcuta, Sigüés, Andrés Vicente, Escultor Palao, Vía Hispanidad, Avenida Madrid, Plaza Portillo, Conde Aranda, Avenida César Augusto, Paseo Pamplona, Paseo Sagasta, Paseo Cuéllar, Plaza las Canteras, Fray Julián Garcés, Villa de Ansó